# Jack Albert Wolfe
Pour les articles homonymes, voir Wolfe.
Jack Albert Wolfe (1936-2005) est un paléobotaniste et paléoclimatologue de l'Institut d'études géologiques des États-Unis, mieux connu pour ses études sur le climat tertiaire dans l'ouest de l'Amérique du Nord grâce à l'analyse des feuilles d'angiospermes fossiles. 

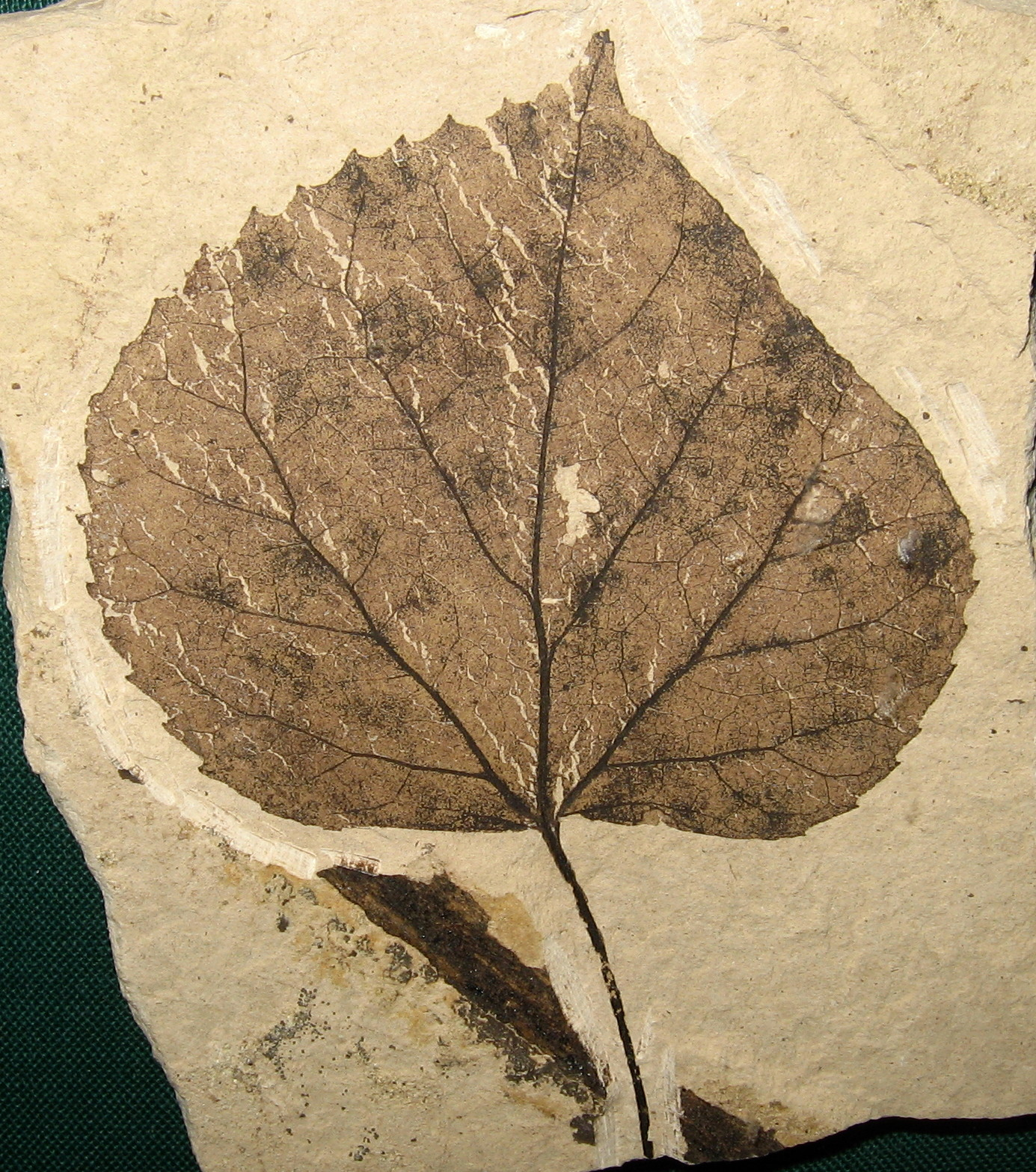
Tilia johnsoni, tilleul éteint décrit par Wolfe et Wehr en 1987.